# Cemento armato (singolo)
Cemento armato è un singolo del cantautore italiano Il Cile, pubblicato nel 2012 ed estratto dall'album Siamo morti a vent'anni.
Il brano venne presentato, ben due volte, per partecipare al festival di Sanremo nella categoria giovani, venendo scartato.

## Tracce
- Download digitale

1. Cemento armato – 3:40